# Neriene decormaculata
Neriene decormaculata är en spindelart som beskrevs av Chen och Zhu 1988. Neriene decormaculata ingår i släktet Neriene och familjen täckvävarspindlar. Inga underarter finns listade i Catalogue of Life.